# Cousance
Cousance é uma comuna francesa na região administrativa de Borgonha-Franco-Condado, no departamento de Jura. Estende-se por uma área de 6,39 km². Em 2010 a comuna tinha 1 329 habitantes (densidade: 208 hab./km²).